# Gustavo d'Assia-Homburg
Gustavo d'Assia-Homburg (Homburg, 17 febbraio 1781 – Homburg, 8 settembre 1848) fu langravio d'Assia-Homburg dal 1846 al 1848.

## Biografia
Gustavo era il quinto figlio del langravio Federico V d'Assia-Homburg e di Carolina d'Assia-Darmstadt.

### La carriera militare
Il re Gustavo III di Svezia, parente di Gustavo d'Assia-Darmstadt, nominò Gustavo d'Assia-Homburg luogotenente delle Guardie svedesi. A sette anni, Gustavo incominciò quindi la propria carriera militare nell'esercito svedese. Dopo l'assassinio del re di Svezia, ritornò nell'Assia-Homburg. Con il fratello Federico in servizio presso l'armata austriaca, Gustavo venne destinato al medesimo esercito. Combatté quindi nel Baden, nel Württemberg e nella Bassa Austria. Nel 1801 venne promosso al grado di comandante e nel 1805 entrò nel reggimento dei cavalleggeri. Si distinse nel corso delle operazioni di ritirata dell'arciduca Carlo d'Asburgo-Teschen e venne nominato, il 1º dicembre 1805, luogotenente colonnello. Dal 1805 al 1809 fu impegnato in operazioni in Ungheria, entrando poi nel reggimento dei Corazzieri Hohenzollern "Kürassieren-Hohenzollern", di cui fu nominato comandante di reggimento. Partecipò alle battaglie di Aspern il 21 ed il 22 maggio 1806, di (Essling) e di Wagram il 6 luglio 1809. Gustavo dimostrò un valente coraggio sui campi di battaglia ed ottenne la medaglia militare di Maria Teresa (decorazione dell'impero austriaco). Nel corso di una battaglia venne gravemente ferito. Partecipò alle guerre per la liberazione della Germania dal dominio napoleonico e si scontrò con le armate francesi nel corso dei Cento giorni.

### Il regno
Nel 1840 suo fratello Filippo venne nominato governatore della fortezza di Francoforte e Gustavo si prese cura ufficialmente degli affari di stato dell'Assia-Homburg per conto del fratello. Alla morte del fratello, nel 1846, sarà Gustavo a succedergli. La rivoluzione del 1848 ebbe ripercussioni anche nel piccolo stato dell'Assia-Homburg, dal momento che i cittadini reclamarono la costituzione che già era stata rifiutata da Filippo. Gustavo accondiscese e promise di redigere una costituzione, che venne firmata l'8 settembre 1848. Il suo unico figlio maschio, suo erede al trono, lo precedette nella morte, il 4 gennaio 1848, vittima di un'epidemia a Bonn.
Alla sua morte Gustavo venne sepolto nella cripta del castello di Homburg e venne succeduto dal fratello Ferdinando.

### Matrimonio
Il 12 febbraio 1818 Gustavo sposò sua nipote Luisa d'Anhalt (morta nel 1858, figlia di sua sorella Amalia). La sposa soffriva di una pesante forma di sordità che fu la causa del suo isolamento alla corte ed all'interno della coppia.
Questo matrimonio diede tre eredi:
- Carolina (1819-1872), sposò Enrico XX di Reuss-Greiz (1794-1859)
- Elisabetta (1825-1864)
- Federico (1830-1848)

## Ascendenza
|                                           |                                         |                                                         | Genitori                                                 |  |  | Nonni |  |  | Bisnonni                                     |  |  | Trisnonni                              |  |
|                                           |                                         |                                                         |                                                          |  |  |       |  |  | Langravio Casimiro Guglielmo d'Assia-Homburg |  |  | Federico II, Langravio d'Assia-Homburg |  |
|                                           |                                         |                                                         |                                                          |  |  |       |  |  | Langravio Casimiro Guglielmo d'Assia-Homburg |  |  | Federico II, Langravio d'Assia-Homburg |  |
|                                           |                                         | Principessa Luisa Elisabetta di Curlandia               |                                                          |  |  |       |  |  | Langravio Casimiro Guglielmo d'Assia-Homburg |  |  |                                        |  |
| Federico IV, Langravio d'Assia-Homburg    |                                         |                                                         |                                                          |  |  |       |  |  | Langravio Casimiro Guglielmo d'Assia-Homburg |  |  |                                        |  |
|                                           |                                         | Contessa Cristina Carlotta di Solms-Braunfels           | Guglielmo Maurizio, Conte di Solms-Braunfels             |  |  |       |  |  |                                              |  |  |                                        |  |
|                                           |                                         | Contessa Cristina Carlotta di Solms-Braunfels           | Guglielmo Maurizio, Conte di Solms-Braunfels             |  |  |       |  |  |                                              |  |  |                                        |  |
|                                           |                                         | Contessa Cristina Carlotta di Solms-Braunfels           | Langravia Maddalena Sofia d'Assia-Homburg                |  |  |       |  |  |                                              |  |  |                                        |  |
| Federico V, Langravio d'Assia-Homburg     |                                         | Contessa Cristina Carlotta di Solms-Braunfels           |                                                          |  |  |       |  |  |                                              |  |  |                                        |  |
|                                           |                                         | Federico Guglielmo, Principe di Solms-Braunfels         | Guglielmo Maurizio, Conte di Solms-Braunfels             |  |  |       |  |  |                                              |  |  |                                        |  |
|                                           |                                         | Federico Guglielmo, Principe di Solms-Braunfels         | Guglielmo Maurizio, Conte di Solms-Braunfels             |  |  |       |  |  |                                              |  |  |                                        |  |
|                                           |                                         | Federico Guglielmo, Principe di Solms-Braunfels         | Langravia Maddalena Sofia d'Assia-Homburg                |  |  |       |  |  |                                              |  |  |                                        |  |
| Contessa Ulrica Luisa di Solms-Braunfels  |                                         | Federico Guglielmo, Principe di Solms-Braunfels         |                                                          |  |  |       |  |  |                                              |  |  |                                        |  |
|                                           |                                         | Contessa Sofia Maddalena Benigna di Solms-Utphe-Laubach | Carlo Ottone, Conte di Solms-Laubach-Utphe e Tecklenburg |  |  |       |  |  |                                              |  |  |                                        |  |
|                                           |                                         | Contessa Sofia Maddalena Benigna di Solms-Utphe-Laubach | Carlo Ottone, Conte di Solms-Laubach-Utphe e Tecklenburg |  |  |       |  |  |                                              |  |  |                                        |  |
|                                           |                                         | Contessa Sofia Maddalena Benigna di Solms-Utphe-Laubach | Contessa Luisa di Schönburg-Waldenburg                   |  |  |       |  |  |                                              |  |  |                                        |  |
| Gustavo, Langravio d'Assia-Homburg        |                                         | Contessa Sofia Maddalena Benigna di Solms-Utphe-Laubach |                                                          |  |  |       |  |  |                                              |  |  |                                        |  |
|                                           | Luigi VIII, Langravio d'Assia-Darmstadt | Ernesto Luigi, Langravio d'Assia-Darmstadt              |                                                          |  |  |       |  |  |                                              |  |  |                                        |  |
|                                           | Luigi VIII, Langravio d'Assia-Darmstadt | Ernesto Luigi, Langravio d'Assia-Darmstadt              |                                                          |  |  |       |  |  |                                              |  |  |                                        |  |
|                                           | Luigi VIII, Langravio d'Assia-Darmstadt | Dorotea Carlotta di Brandeburgo-Ansbach                 |                                                          |  |  |       |  |  |                                              |  |  |                                        |  |
| Luigi IX, Langravio d'Assia-Darmstadt     | Luigi VIII, Langravio d'Assia-Darmstadt |                                                         |                                                          |  |  |       |  |  |                                              |  |  |                                        |  |
|                                           |                                         | Contessa Carlotta di Hanau-Lichtenberg                  | Giovanni Reinardo III, Conte di Hanau-Lichtenberg        |  |  |       |  |  |                                              |  |  |                                        |  |
|                                           |                                         | Contessa Carlotta di Hanau-Lichtenberg                  | Giovanni Reinardo III, Conte di Hanau-Lichtenberg        |  |  |       |  |  |                                              |  |  |                                        |  |
|                                           |                                         | Contessa Carlotta di Hanau-Lichtenberg                  | Dorotea Federica di Brandeburgo-Ansbach                  |  |  |       |  |  |                                              |  |  |                                        |  |
| Carolina d'Assia-Darmstadt                |                                         | Contessa Carlotta di Hanau-Lichtenberg                  |                                                          |  |  |       |  |  |                                              |  |  |                                        |  |
|                                           |                                         | Cristiano III, Conte Palatino di Zweibrücken            | Cristiano II, Conte Palatino di Zweibrücken              |  |  |       |  |  |                                              |  |  |                                        |  |
|                                           |                                         | Cristiano III, Conte Palatino di Zweibrücken            | Cristiano II, Conte Palatino di Zweibrücken              |  |  |       |  |  |                                              |  |  |                                        |  |
|                                           |                                         | Cristiano III, Conte Palatino di Zweibrücken            | Contessa Caterina Agata di Rappoltstein                  |  |  |       |  |  |                                              |  |  |                                        |  |
| Contessa Palatina Carolina di Zweibrücken |                                         | Cristiano III, Conte Palatino di Zweibrücken            |                                                          |  |  |       |  |  |                                              |  |  |                                        |  |
|                                           |                                         | Carolina di Nassau-Saarbrücken                          | Luigi Crato, Conte di Nassau-Saarbrücken                 |  |  |       |  |  |                                              |  |  |                                        |  |
|                                           |                                         | Carolina di Nassau-Saarbrücken                          | Luigi Crato, Conte di Nassau-Saarbrücken                 |  |  |       |  |  |                                              |  |  |                                        |  |
|                                           |                                         | Carolina di Nassau-Saarbrücken                          | Filippina Enrichetta di Hohenlohe-Langenburg             |  |  |       |  |  |                                              |  |  |                                        |  |
|                                           |                                         | Carolina di Nassau-Saarbrücken                          |                                                          |  |  |       |  |  |                                              |  |  |                                        |  |